# Lorenzo Tugnoli
Lorenzo Tugnoli (Lugo, 14 settembre 1979) è un fotografo italiano, vincitore del Premio Pulitzer per la fotografia nel 2019, primo italiano ad essere insignito del prestigioso riconoscimento.

## Biografia
Nato a Lugo (RA) nel 1979, si trasferisce con la famiglia nella vicina Sant'Agata sul Santerno nel 1984. Qui frequenta le scuole elementari e medie. 
Scopre la passione della fotografia da autodidatta. Si diploma al liceo scientifico a Lugo e si laurea brillantemente in Fisica all'università di Bologna. Subito dopo inizia a viaggiare: Chiapas (Messico), Territori palestinesi e Siria. Nel 2010 raggiunge l'Afghanistan, un altro paese asiatico dove infuria la guerra civile. Lavora a  Kabul per cinque anni; nel 2015 si trasferisce a Beirut. Decide di approfondire la conoscenza della lingua araba. Vive tuttora nella capitale libanese.
Collabora fin dal 2010 con quotidiani e riviste internazionali, tra cui il «Washington Post», come freelance; i suoi servizi sono pubblicati anche da «New York Times», «Wall Street Journal» e «Time Magazine».  Dal 2017 è rappresentato professionalmente dall’agenzia Contrasto.
Nel 2018 realizza un lungo reportage fotografico nello Yemen, paese martoriato da una lunga guerra civile, assieme al corrispondente del Washington Post. Per le sue fotografie sulla popolazione, che è allo stremo, nel 2019 vince il premio Pulitzer. La sua storia fotografica sull’esplosione di Beirut ha vinto il primo premio al concorso World Press Photo 2021, nei Paesi Bassi, nella categoria "Spot news".

## Pubblicazioni

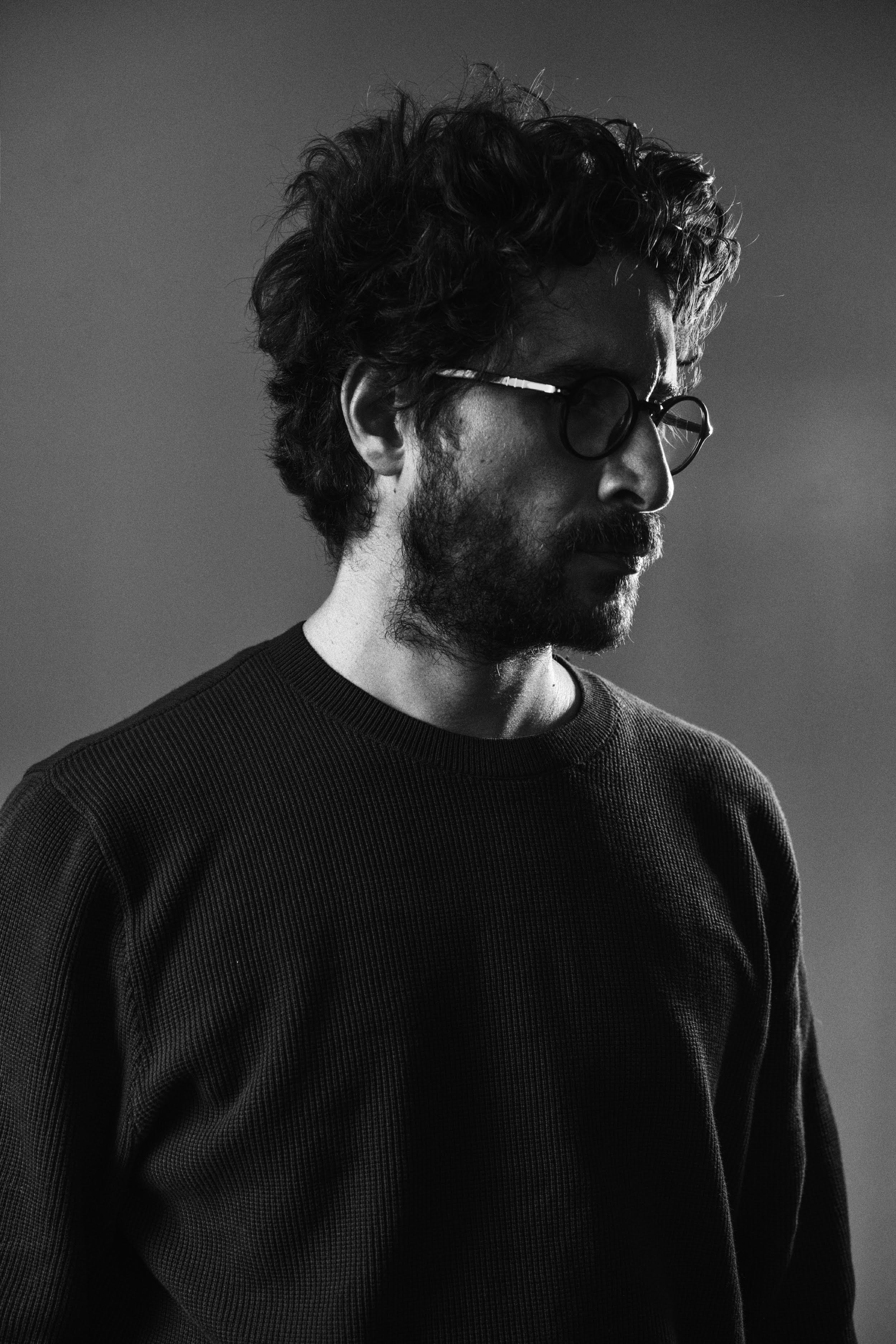
Tugnoli fotografato nella sua casa di Beirut nel 2020

- 2014: The little book of Kabul (con Francesca Recchia)

## Premi e riconoscimenti
- 2019: World Press Photo, General news (Yemen Crisis, sulla guerra civile nello Yemen)
- 2019: premio Pulitzer, sezione miglior servizio fotografico (sulla crisi umanitaria nello Yemen)
- 2020: World Press Photo, Contemporary Issues (The Longest War)
- 2020: premio Bayeux Calvados (promosso dalla regione francese della Normandia, anch'esso per il servizio sulla crisi umanitaria nello Yemen)
- 2021: World Press Photo (Port Explosion in Beirut, sull'esplosione di un magazzino nel porto di Beirut)